# U-409 (tàu ngầm Đức)
U-409 là một tàu ngầm tấn công  Lớp Type VII thuộc phân lớp Type VIIC được Hải quân Đức Quốc Xã chế tạo trong Chiến tranh Thế giới thứ hai. Nhập biên chế năm 1942, nó đã thực hiện được sáu chuyến tuần tra, đánh chìm được bốn tàu buôn với tổng tải trọng 24.961 GRT cùng một tàu chiến tải trọng 10 tấn, đồng thời gây hư hại cho một tàu buôn khác tải trọng 7.519 GRT. Trong chuyến tuần tra cuối cùng, U-409 bị tàu khu trục HMS Inconstant của Hải quân Hoàng gia Anh đánh chìm về phía Đông Bắc Algiers, Bắc Phi vào ngày 12 tháng 7, 1943.  

## Thiết kế và chế tạo

### Thiết kế

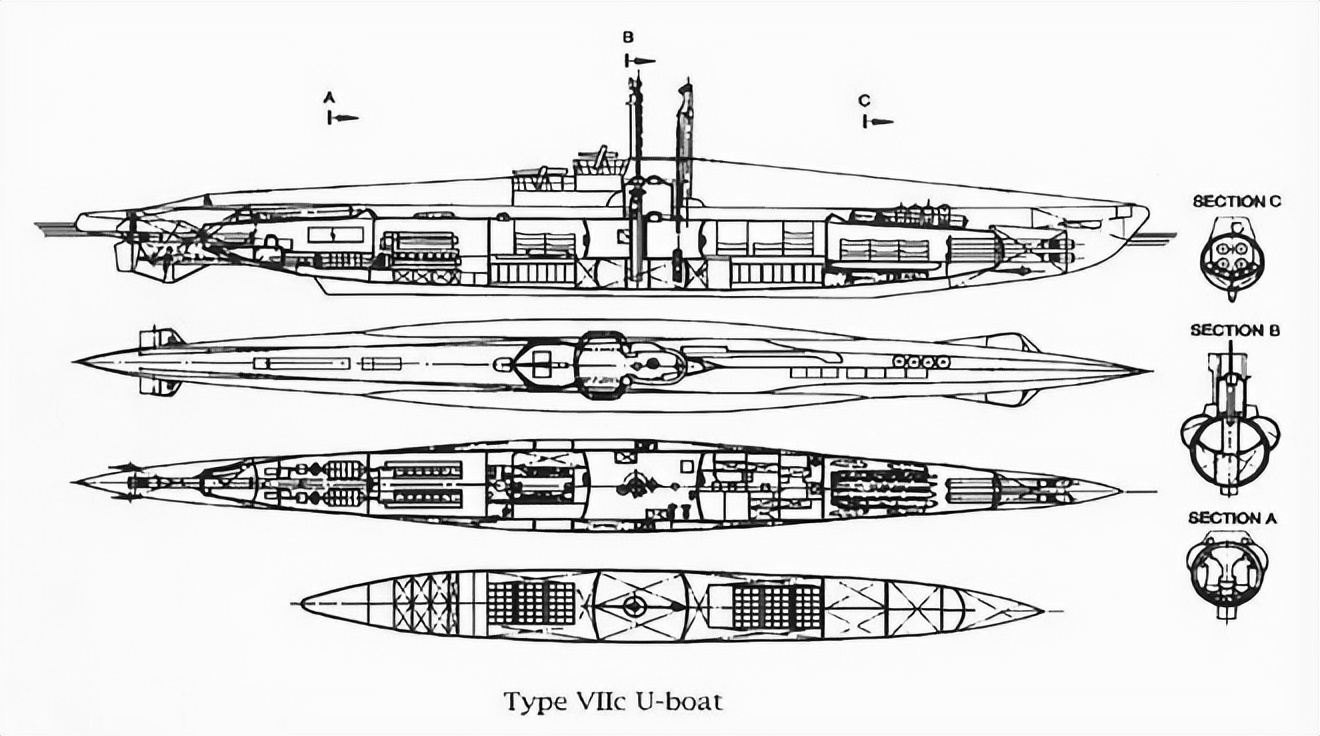
Sơ đồ các mặt cắt một tàu ngầm Type VIIC

Phân lớp VIIC của Tàu ngầm Type VII là một phiên bản VIIB được kéo dài thêm. Chúng có trọng lượng choán nước 769 t (757 tấn Anh) khi nổi và 871 t (857 tấn Anh) khi lặn). Con tàu có chiều dài chung 67,10 m (220 ft 2 in), lớp vỏ trong chịu áp lực dài 50,50 m (165 ft 8 in), mạn tàu rộng 6,20 m (20 ft 4 in), chiều cao 9,60 m (31 ft 6 in) và mớn nước 4,74 m (15 ft 7 in).
Chúng trang bị hai động cơ diesel Germaniawerft F46 siêu tăng áp 6-xy lanh 4 thì, tổng công suất 2.800–3.200 PS (2.100–2.400 kW; 2.800–3.200 bhp), dẫn động hai trục chân vịt đường kính 1,23 m (4,0 ft), cho phép đạt tốc độ tối đa 17,7 kn (32,8 km/h), và tầm hoạt động tối đa 8.500 nmi (15.700 km) khi đi tốc độ đường trường 10 kn (19 km/h). Khi đi ngầm dưới nước, chúng sử dụng hai động cơ/máy phát điện Garbe, Lahmeyer & Co. RP 137/c  tổng công suất 750 PS (550 kW; 740 shp). Tốc độ tối đa khi lặn là 7,6 kn (14,1 km/h), và tầm hoạt động 80 nmi (150 km) ở tốc độ 4 kn (7,4 km/h). Con tàu có khả năng lặn sâu đến 230 m (750 ft).
Vũ khí trang bị có năm ống phóng ngư lôi 53,3 cm (21 in), bao gồm bốn ống trước mũi và một ống phía đuôi, và mang theo tổng cộng 14 quả ngư lôi, hoặc tối đa 22 quả thủy lôi TMA, hoặc 33 quả TMB. Tàu ngầm Type VIIC bố trí một hải pháo 8,8 cm SK C/35 cùng một pháo phòng không 2 cm (0,79 in) trên boong tàu. Thủy thủ đoàn bao gồm 4 sĩ quan và 40-56 thủy thủ.

### Chế tạo
U-409 được đặt hàng vào ngày 30 tháng 10, 1939, và được đặt lườn tại xưởng tàu Danziger Werft ở Danzig (nay là Gdańsk thuộc Ba Lan) vào ngày 26 tháng 10, 1940. Nó được hạ thủy vào ngày 23 tháng 9, 1941, và nhập biên chế cùng Hải quân Đức Quốc Xã vào ngày 21 tháng 1, 1942 dưới quyền chỉ huy của Hạm trưởng, Trung úy Hải quân Hanns-Ferdinand Massmann.

## Lịch sử hoạt động

### 1942
Sau khi hoàn tất việc huấn luyện trong thành phẩn Chi hạm đội U-boat 5, U-409 được điều động sang Chi hạm đội U-boat 9 từ ngày 1 tháng 9, 1942 để hoạt động trên tuyến đầu.

#### Chuyến tuần tra thứ nhất
U-409 xuất phát cảng từ Kiel, Đức vào ngày 18 tháng 8, 1942 cho chuyến tuần tra đầu tiên trong chiến tranh. Nó băng qua khe GIUK giữa quần đảo Faroe và Iceland để vòng qua quần đảo Anh, và hoạt động tại khu vực giữa Bắc Đại Tây Dương về phía Đông Nam Greenland. Nó không đánh chìm được mục tiêu nào, và kết thúc chuyến tuần tra khi quay về cảng Brest bên bờ Đại Tây Dương của Pháp đã bị Đức chiếm đóng, đến nơi vào ngày 9 tháng 9.

#### Chuyến tuần tra thứ hai và thứ ba
Trong chuyến tuần tra thứ hai, cùng xuất phát và kết thúc tại Brest và kéo dài từ ngày 13 tháng 10 đến ngày 5 tháng 11, U-409 đã hoạt động trong vùng biển Đại Tây Dương ở lối ra vào phía Tây của eo biển Gibraltar và dọc bờ biển Maroc. Tại đây nó đã tấn công Đoàn tàu SL-125 vào ngày 30 tháng 10, đánh chìm chiếc tàu buôn Anh Silverwillow 6.376 GRT ở vị trí về phía Bắc quần đảo Madeira, đồng thời gây hư hại cho chiếc tàu chở dầu Anh Bullmouth 7.519 GRT ở vị trí khoảng 100 nmi (190 km) về phía Tây Bắc Madeira, mà sau đó tiếp tục bị tàu ngầm U-659 phóng ngư lôi đánh chìm.
Chuyến tuần tra tiếp theo kéo dài từ ngày 7 tháng 12, 1942 đến ngày 5 tháng 1, 1943. U-409 đã hoạt động trong vùng biển Đại Tây Dương về phía Bắc quần đảo Azores, nhưng không đánh chìm được mục tiêu nào.

### 1943

#### Chuyến tuần tra thứ tư
U-409 lại xuất phát từ Brest cho chuyến tuần tra thứ tư, để hoạt động tại khu vực giữa Bắc Đại Tây Dương, kéo dài từ ngày 14 tháng 2 đến ngày 12 tháng 4. Nó đã tấn công Đoàn tàu SC-121 vào ngày 9 tháng 3, và đã đánh chìm các tàu buôn Hoa Kỳ Malantic 3.837 GRT, cùng tàu chở dầu Anh Rosewood 5.989 GRT ở vị trí về phía Nam Iceland.

#### Chuyến tuần tra thứ năm
Sau một chuyến đi ngắn từ cảng Brest vào giữa tháng 5, U-409 xuất phát từ đây vào ngày 26 tháng 5 cho chuyến tuần tra thứ năm, với nhiệm vụ chuyển sang hoạt động trong khu vực Địa Trung Hải. Sau khi thành công trong việc vượt qua eo biển Gibraltar được lực lượng Đồng Minh phòng thủ nghiêm ngặt vào ngày 4 tháng 6, nó kết thúc chuyến tuần tra tại cảng Toulon ở miền Nam nước Pháp vào ngày 11 tháng 6, rồi chính thức được điều động sang Chi hạm đội U-boat 29 để hoạt động trong khu vực Địa Trung Hải từ ngày 1 tháng 7, 1943.

#### Chuyến tuần tra thứ sáu – Bị mất
U-409 xuất phát cảng từ cảng Toulon, Pháp vào ngày 29 tháng 6 cho chuyến tuần tra thứ sáu, cũng là chuyến cuối cùng, để hoạt động dọc bờ biển Bắc Phi. Đến ngày 12 tháng 7, ở vị trí về phía Đông Bắc Algiers, tàu khu trục HMS Inconstant của Hải quân Hoàng gia Anh đã thả mìn sâu tấn công, đánh chìm chiếc tàu ngầm tại tọa độ 37°12′B 04°00′Đ / 37,2°B 4°Đ. Mười một thành viên thủy thủ đoàn của U-409 đã tử trận, và có 37 người sống sót được cứu vớt và bị bắt làm tù binh chiến tranh.

### "Bầy sói" tham gia
U-409 từng tham gia sáu bầy sói:
- Vorwärts (25 tháng 8 – 2 tháng 9, 1942)
- Streitaxt (20 tháng 10 – 1 tháng 11, 1942)
- Raufbold (11 – 18 tháng 12, 1942)
- Sturmbock (21 – 26 tháng 2, 1943)
- Wildfang (26 tháng 2 – 5 tháng 3, 1943)
- Westmark (6 – 11 tháng 3, 1943)

### Tóm tắt chiến công
U-409 đã đánh chìm được bốn tàu buôn với tổng tải trọng 24.961 GRT cùng một tàu chiến tải trọng 10 tấn, đồng thời gây hư hại cho một tàu buôn khác tải trọng 7.519 GRT:
| Ngày              | Tên tàu        | Quốc tịch              | Tải trọng | Số phận      |
| ----------------- | -------------- | ---------------------- | --------- | ------------ |
| 30 tháng 10, 1942 | Bullmouth      | United Kingdom         | 7.519     | Bị hư hại    |
| 30 tháng 10, 1942 | Silverwillow   | United Kingdom         | 6.373     | Bị đánh chìm |
| 9 tháng 3, 1943   | Malantic       | United States          | 3.837     | Bị đánh chìm |
| 9 tháng 3, 1943   | Rosewood       | United Kingdom         | 5.989     | Bị đánh chìm |
| 4 tháng 7, 1943   | City of Venice | United Kingdom         | 8.762     | Bị đánh chìm |
| 4 tháng 7, 1943   | HMS LCE-14     | Hải quân Hoàng gia Anh | 10        | Bị đánh chìm |